# أورلاندو لويس جارسيا
أورلاندو لويس جارسيا (بالإنجليزية: Orlando Luis Garcia)‏ (و. 1952 – م)هو محامي، وقاضي، وسياسي من الولايات المتحدة الأمريكية .
وهو عضو في الحزب الديمقراطي الأمريكي .